# Фаермарк, Сергей Александрович
Сергей Александрович Фаермарк (укр. Сергій Олександрович Фаєрмарк; род. 14 марта 1962, Кривой Рог, Днепропетровская область) — украинский политик и промышленник. Народный депутат Украины. Член политического совета партии «Народный фронт».

## Образование
С 1968 по 1979 год — криворожская общеобразовательная школа № 73;
С 1979 по 1984 год — Криворожский горнорудный институт. Специальность: промышленное и гражданское строительство. Инженер-строитель.

## Трудовая деятельность
С 20 июля по 27 августа 1981 года — слесарь 4-го разряда по ремонту оборудования дробильной фабрики, Криворожский ордена Трудового Красного Знамени Южный горно-обогатительный комбинат;
С 1984 года — мастер по монтажу стальных труб и железобетонных конструкций, Кировоградское специализированное управление № 125 треста «Криворожстальконструкция»;
С 1987 года — бригадир монтажников по монтажу стальных и железобетонных конструкций 6-го разряда, Харьковское специализированное управление «Стальконструкция» № 127;
С 24 августа 1987 года — мастер по ремонту технологического оборудования агломерационного цеха, Криворожский ордена Трудового Красного Знамени Южный горно-обогатительный комбинат;
С 2 января 1989 года — начальник участка капитального ремонта хозяйственных средств агломерационного цеха;
С 1996 года — главный специалист по маркетингу, ОАО «Кривбасрудремонт», Кривой Рог;
С 1997 года — заместитель директора по экономике предприятия «Рудоуправление имени С. М. Кирова»;
С 10 октября 1998 года — заместитель директора предприятия «Рудоуправление имени С. М. Кирова» по коммерческо-финансовой части;
С 21 декабря 2000 года — начальник территориального безбалансового отделения филиала «Укрсимбанк», Кривой Рог;
С 17 октября 2001 года — генеральный директор ОАО «Стальканат», Одесса;
С 9 ноября 2001 года — и. о. Председателя Правления ОАО «Стальканат», Одесса;
С 2002 года — председатель Правления ОАО «Стальканат», Одесса;
С 27 мая 2002 года — директор ООО «Стальканат», Одесса;
С 27 августа 2004 года — и. о. Генерального директора ОАО «Силур», Харцызск;
С 17 декабря 2004 года — председатель Совета директоров ООО «Индустриально-метизный союз», Одесса;
С 14 марта 2006 года — директор ООО «Компания по управлению активами „Теком эссет менеджмент“», Одесса;
С 1 июля 2006 по 2010 год — председатель Совета директоров ООО «Промышленно-инвестиционная компания „Денкер“», Одесса.

## Политическая карьера
С 2006 по 2010 год — депутат Одесского областного совета V созыва от СПУ.
С 2010 по 2012 год — депутат Одесского областного совета VI созыва от политической партии «Фронт перемен».
С 12 декабря 2012 года — народный депутат Украины VII созыва, № 39 в партийном списке Всеукраинского объединения «Батькивщина». Первый заместитель Председателя Комитета по вопросам промышленной и инвестиционной политики, член Специальной контрольной комиссии по вопросам приватизации.
9 апреля 2015 года проголосовал за признание статуса борцов за независимость Украины в XX веке всех формирований националистического толка, в том числе участвовавших в оккупации современных украинских земель на стороне Германской империи и Третьего рейха.
25 декабря 2018 года включён в список граждан Украины, против которых введены российские санкции.

## Награды
- Наградное оружие — пистолет «Glock 19» (29 июля 2014)[4].

## Семья
Женат, есть сын.